# Petropedetes natator
Petropedetes natator là một loài ếch thuộc họ Petropedetidae.
Loài này có ở Bờ Biển Ngà, Guinea, Liberia, và Sierra Leone.
Môi trường sống tự nhiên của chúng là rừng ẩm vùng đất thấp nhiệt đới hoặc cận nhiệt đới, vùng núi ẩm nhiệt đới hoặc cận nhiệt đới, và sông ngòi.
Chúng hiện đang bị đe dọa vì mất môi trường sống.